# Петријева шоља
Петријева шоља или петријева посуда је плитка стаклена или пластична цилиндрична посуда коју биолози користе за ћелијске културе. Названа је по немачком бактериологу, Јулијусу Рихарду Петрију (1852—1921) који ју је изумео 1887. када је радио као асистент Роберта Коха. Стаклене петријеве шоље могу да се више пута користе уз помоћ стерилизације (на пример, загревањем у пећници топлог ваздуха на 160 °C око сат времена); пластичне петријеве шоље морају се бацити након употребе.
У микробиологији се често користе агарске шоље. Та посуда је делимично попуњена топлим течним агаром заједно са посебном мешавином нутријената, соли и амино киселина и, опционо, антибиотика. Када агар постане чврст, у посуду се ставља узорак са микробима. Друге врсте петријеве шоље не користе агар.
Модерне петријеве шоље често имају прстенове на поклопцима и основама који омогућавају да се шоље постављају тако да не клизају. Више шоља се могу спојити у једну пластичну посуду.
Поред прављења агарских шоља, празне петријеве шоље могу да се користе за посматрање герминације биљака и понашања малих животиња, као и за остале лабораторијске потребе као што су сушење течности у пећници, преношење и складиштење узорака итд.